# Breathe Me
«Breathe Me» es un sencillo publicado por la cantante australiana Sia en 2004 y extraído del álbum Colour the Small One. La canción ha sido utilizada en diversas películas, series y documentales, y habla acerca de una persona débil que necesita apoyo y como el título indica, «aliento».
El sencillo ha vendido más de 1,2 millones de copias en los Estados Unidos y fue certificado platino por Recording Industry Association of America (RIAA).

## Video musical
El vídeo musical oficial fue dirigido por Daniel Askill. Se rodó durante tres días en un hotel temático en Londres y está filmado con más de 2500 fotografías individuales polaroid.

### Sinopsis
El vídeo comienza con Sia despertando, se mira por unos momentos en el espejo y luego sale de su habitación transitando por el interior de un hotel lleno de fotografías que muestran diversas acciones de Furler con diferentes vestuarios, de regreso a la habitación del principio se muestra a Sia acompañada de muchas personas con diversos vestuarios. Finalmente se muestra a Furler en una ventana de la cual se arroja y cae en la calle sin ningún daño. El vídeo finaliza con Furler corriendo por toda la ciudad.

## Formatos y remezclas
- Maxi-sencillo, CD1

1. «Breathe Me» - 4:32
2. «Sea Shells» - 4:52

- Maxi-sencillo, CD2

1. «Breathe Me» - 4:34
2. «Breathe Me» (Four Tet Remix) - 5:03
3. «Breathe Me» (Ulrich Schnauss Remix) - 4:59
4. «Breathe Me» (Mylo Remix) - 6:24
5. «Breathe Me» (Mr Dan Remix) - 4:38

- Vinilo, 10"

A: «Breathe Me» (Four Tet Remix) - 5:03
B: «Where I Belong» (Hot Chip Remix) - 5:03
- Vinilo, 10"

A: «Breathe Me» (Ulrich Schnauss Remix) - 4:59
B: «Numb» (Leila Remix) - 4:14
- Vinilo, 12"

A1: «Breathe Me» (Mylo Remix) - 6:24
A2: «Breathe Me» (Ulrich Schnauss Remix) - 4:59
B1: «Breathe Me» (Four Tet Remix) - 5:03
B2: «Breathe Me» (Mr Dan Remix) - 4:38

## Posiciones en listas

### Posiciones semanales
| País           | Lista              | Mejor posición |      |
| 2004           | 2004               | 2004           | 2004 |
| -------------- | ------------------ | -------------- | ---- |
| Reino Unido    | UK Singles Chart   | 71             |      |
| 2011           |                    |                |      |
| Dinamarca      | Tracklisten        | 19             |      |
| Estados Unidos | Rock Digital Songs | 24             |      |
| Francia        | SNEP Singles Chart | 81             |      |
| 2014           |                    |                |      |
| Francia        | SNEP Singles Chart | 160            |      |

## «Breathe Me» en los medios
Además de haberse usado su música como sintonía en varios programas de televisión, «Breathe Me» y sus remezclas también aparecieron en varias series de televisión y bandas sonoras de películas, notablemente en el capítulo final «Everyone's Waiting» de la serie dramática de HBO Six Feet Under. 
Apariciones:
- 2004: CSI: Miami (Serie de televisión estadounidense; segunda sesión, episodio 24: «Innocent») − «Breathe Me»
- 2004: NY-LON (Serie de televisión británica; primera sesión, episodio 7: «Something About Love») − «Breathe Me»
- 2005: Six Feet Under (Serie de televisión estadounidense; quinta sesión, episodio 12: «Everyone's Waiting») − «Breathe Me»
- 2006: So You Think You Can Dance (Programa de televisión estadounidense; segunda sesión, episodio 9: «Top 18 Results») − «Breathe Me»
- 2006: The Ultimate Gift (Película estadounidense) − «Breathe Me»
- 2006: Veronica Mars (Serie de televisión estadounidense; segunda sesión, episodio 18: «I Am God») – «Breathe Me» (Four Tet Remix)
- 2007: Bionic Woman (Serie de televisión estadounidense; primera sesión, episodio 1: «Second Chances»)[7] – «Breathe Me»
- 2007: Fallen (Miniserie de televisión estadounidense-canadiense; primera sesión, episodio 1: «The Time of the Redeemer»)[8] – «Breathe Me»
- 2007: The Hills (Serie de televisión estadounidense; segunda sesión, episodio 5: «One Big Interruption»)[9] – «Breathe Me»
- 2008: Holby City (Serie de televisión británica; décima sesión, episodio 36: «Love You»)[10] – «Breathe Me»
- 2008: Prince of Persia (videojuego de 2008) (Tráiler)[11] – «Breathe Me»
- 2008: So You Think You Can Dance (Australia) (Programa de televisión australiano; primera sesión, episodio 9: «Top 18 Results») – «Breathe Me»
- 2008: So You Think You Can Dance (Canadá) (Programa de televisión canadiense; primera sesión, episodio 6: «Top 20 Results») – «Breathe Me»
- 2008: Verbotene Liebe (Serie de televisión alemana; episodio 3134)[12] – «Breathe Me»
- 2010: Luther (Serie de televisión británica; primera sesión, episodio 5) – «Breathe Me»
- 2010: Schnell ermittelt (Serie de televisión austríaca; segunda sesión, episodio 3: «Niklas Herbst») – «Breathe Me»
- 2011: Cyberbully (Telefilme canadiense) – «Breathe Me»
- 2012: Demi Lovato: Stay Strong (Documental estadounidense) – «Breathe Me»
- 2012: My story: Struggling, bullying, suicide, self harm (Vídeo particular de Amanda Todd, notorio por haberlo subido a YouTube un mes antes de suicidarse el 10 de octubre de 2012. Había sido víctima durante un tiempo de acoso escolar, agresión física y ciberacoso) – «Breathe Me»
- 2012: Saving Hope (Serie de televisión canadiense; primera sesión, episodio 2: «Contact»)[13] – «Breathe Me»
- 2018: Los Simpsons (Final de la Temporada 29; episodio 21: «Flanders' Ladder» donde Bart le relata a Lisa las muertes de algunos personajes de la serie en una parodia al final de la serie Six Feet Under) – «Breathe Me»